# Театр-студия Юрия Завадского
Театр-студия Юрия Завадского — театральная студия, существовавшая в Москве в 1924—1936 годах.
В 1924 году Ю. А. Завадский основал театральную студию, которая в 1927 году была реорганизована в Театр-студию.
Театр помещался в полуподвале жилого дома на углу Сретенки и Головина переулка. Дебютом стал спектакль «Любовью не шутят», сыгранный в 1926 году — по пьесе А. Мюссе.
Спектакли театра-студии Завадского отличались озорством и экспериментаторством: «Вольпоне» Б. Джонсона (1932), «Ученик дьявола» Б. Шоу (1933), «Волки и овцы» А. Н. Островского (1934), «Школа неплательщиков» Вернея (1935), «Соперники» Шеридана.
Актёрами в ней были ученики Завадского — Р. Я. Плятт, В. П. Марецкая, Н. Д. Мордвинов, П. В. Массальский, А. Г. Давидсон, М. Н. Перцовский и др.
Работали в нём также: О. Н. Абдулов, М. Е. Лишин, Л. Г. Пирогов, И. С. Вульф, Анна Алексеева, Михаил Чистяков, М. С. Нейман, Д. П. Фивейский и др.
Театр существовал до 1936 года, когда в Москве началось движение по «переброске» молодых театров из столицы в крупные центры Советского Союза. МХАТ-2, Театр под руководством Рубена Симонова, Студия Каверина, — как вспоминал режиссёр Театра-студии Завадского Сергей Бенкендорф, — «отказались выехать из Москвы и… очень скоро окончили своё существование. Завадский же согласился переехать в Ростов»». Это и спасло талантливого режиссёра и его труппу. Почти все ведущие артисты согласились переехать вместе с Завадским, хотя были к тому времени уже известными и снимались в кино.